# Lunární excitace
Lunární excitace je dvacátý třetí díl třetí řady amerického televizního seriálu Teorie velkého třesku. V této epizodě hostují Sara Gilbert, Mayim Bialik, Brian Thomas Smith a Lauri Johnson. Režisérem epizody je Peter Chakos.

## Děj
Partička pracuje na střeše domu Leonarda a Sheldona na pokusu s měsícem. Leonard se rozhodne přizvat i Penny, se kterou přijde její nový přítel Zack (Brian Thomas Smith). Je evidentní, že Zack nebude z nejchytřejších lidí a dojde to i Penny, která si řekne, že už s takovými typy kluků chodit nechce. Mezitím se Howard s Rajem rozhodnout najít Sheldonovi přítelkyni. V rámci experimentu přes internet jednu uchazečku najdou a přesvědčí Sheldona, aby na schůzku s ní šel.

## Obsazení
| Johnny Galecki     | Leonard Hofstadter |
| Jim Parsons        | Sheldon Cooper     |
| Kaley Cuoco        | Penny              |
| Simon Helberg      | Howard Wolowitz    |
| Kunal Nayyar       | Raj Koothrappali   |
| Sara Gilbert       | Leslie Winkle      |
| Mayim Bialik       | Amy Farrah Fowler  |
| Brian Thomas Smith | Zack Johnson       |
| Lauri Johnson      | paní Gundersonová  |